# Шилонг (плато)
Шилонг (Асамски планини, Мегхалая) е ниска планинска земя в Североизточна Индия, обединяваща планината Гаро на запад и Кхаси-Джантия на изток.
Простира се на 350 km от изток на запад между долината на река Брахмапутра на север и равнините на Източна Бенгалия на юг. Максималната височина е 1961 m. Асамските планини представляват изход на повърхността на древния кристалинен фундамент на Индийската платформа, раздробен от напречни разломи на отделни кулисообразно разположени блокове. Изградени са основно от архайски гнайси и кристалинни шисти с гранитни интрузии, а на юг – от палеозойски формации. Западната част на планината е разчленена на групи от ниски куполообразни хълмове и планини с полегати върхове и дълбоко врязани речни долини. Източната част представлява плато със стръмни южни склонове. Южната част на платото Шилонг е едно от най-влажните места на Земята. Средногодишната сума на валежите в малкото селище Черапунджи възлиза на 11 674 mm. Преобладават храстовите формации и влажните тропически гори, а в районите, където те са унищожени, склоновете са силно ерозирали. На тяхно място терасирано са разположени чаени и цитрусови плантации. Разработват се находища на каменни въглища.